# Garmhausen
Garmhausen ist eine Ortschaft in der Landgemeinde der Stadt Wildeshausen im niedersächsischen Landkreis Oldenburg. Die Bauerschaft Garmhausen zählt 19 Einwohner.

## Geographie
Der Ort liegt etwa 8 km südlich des Wildeshauser Stadtzentrums. ER gehört zu der das Kerngebiet umgebenden sogenannten Landgemeinde Wildeshausen. Garmhausen wird nördlich durch die Wildeshauser Bauerschaft Bühren, östlich durch den Fluss Hunte und die Gemeinde Colnrade, und schließlich südlich und westlich, bzw. nordwestlich durch die Wildeshauser Bauerschaften Denghausen und Aldrup begrenzt.

## Geschichte
Die Ortschaft ist durch den ehemaligen landwirtschaftlichen Betrieb der Familie Heitzhausen/Garmhausen geprägt. Im Jahre 1999 erwarb die Familie Evers den Resthof, den sie seitdem bewohnt.

### Namensentstehung
Der Ortsname geht auf den uralten Namen der Bauernfamilie Garmhausen (Garmenhausen, Garmenhusen) zurück. Durch Einheirat änderte sich der Familienname Garmhausen um 1820 in Heitzhausen. Seit Jahrhunderten existierte in Garmhausen ein Doppelhof Garmhausen, der nach besagter Einheirat unter dem Namen Heitzhausen zusammengelegt wurde.

## Religion
Obwohl Garmhausen zum evangelischen oldenburgischen Kirchspiel der etwa 8 km entfernten Stadt Wildeshausen gehört, gingen die Garmhauser seit Jahrhunderten in die nur einen Kilometer entfernte evangelische Kirche des evangelischen diepholzschen Kirchspiels Colnrade.

## Baudenkmale
In der Liste der Baudenkmale in Wildeshausen ist für Garmhausen ein Baudenkmal aufgeführt.